# 美國裔英國人
美國裔英國人（英語：American Britons），又稱在聯合王國的美国人（Americans in the United Kingdom），指父母是美國人的英國人，父母具備美國公民資格的英國人，其父母由美國移居至英國，取得英國居留權，之後生下的英國子女，或是取得英國居留權或公民權的美國人。根據英國在2001年舉行的人口普查，英國居民中有 158,434 人在美國出生。著名者包括首相鲍里斯·莊遜。